# Gil-Galad
Gil-Galad (que traducido del sindarin significa «estrella del amanecer») es un personaje ficticio que forma parte del legendarium creado por el escritor británico J. R. R. Tolkien y que aparece en su novela póstuma El Silmarillion; es, además, mencionado en la obra El Señor de los Anillos, en cuyos apéndices se ofrecen más detalles de su historia. Es un elfo del clan Noldor, hijo de Fingon, aunque en otras versiones se dice que es hijo de Orodreth.
Gil-galad tenía la más alta autoridad entre los Noldor de la Tierra Media, y era respetado tanto por los Noldor como por los Sindar, por lo que se consideraba "Rey Supremo" de los Elfos en la Tierra Media. Formó, junto con Elendil y Oropher, la Última Alianza de Hombres y Elfos, llevando a su pueblo junto con los exiliados númenóreanos a una guerra contra Sauron. Después de su muerte, Círdan quedó al mando de Lindon durante la Tercera Edad.

## Historia

### Primera Edad
Gil-galad nació el año 450 de la Primera Edad en Hithlum, y aún era joven durante los tiempos de las batallas Dagor Bragollach y Nirnaeth Arnoediad, donde murieron muchos de sus parientes. Era el hijo de Fingon y el último de los descendientes de Finwë Nölome en la Tierra Media, junto con Galadriel y Elrond. A la muerte de Fingolfin, su hijo Fingon hereda el trono de los Noldor. Gil-Galad debiera haberse erigido entonces en heredero al trono, pero Fingon decide designar para el título a su hermano menor Turgon, por la corta edad de su hijo. Fingon envía a su hijo al cuidado de Círdan en las Falas. Ahí Gil-Galad aprendió de la sabiduría de Círdan y se consolidó como amigo de los Sindar. 
Cuando las Falas caen, después de la caída de Nargothrond, Círdan se lleva a Gil-Galad a la Isla de Balar, a donde llegaron todos los refugiados de las ciudades noldorin y sindarin que habían caído, y se aposentaron bajo la protección de los dos señores elfos, en las costas de Arvernien, en donde se quedaron hasta el fin de la Primera Edad del Sol. Fue nombrado Alto Rey cuando las huestes de Morgoth conquistan Gondolin y matan a su tío Turgon y cuando recibe la noticia de los escapados de Gondolin por Tuor, casado con su prima Idril, hija de Turgon.
Cuando los hijos de Fëanor cometieron la Tercera Matanza los Hermanos, Gil-Galad recibió la noticia del saqueo, pero llegó demasiado tarde para detener a los hijos de Feanor, que huyeron después de que la batalla terminara. Sin embargo, los supervivientes se unieron a Gil-Galad y fueron con él a la Isla de Balar, donde le hablaron del cautiverio de los hijos de Eärendil, los gemelos Elrond y Elros. 
Después de la Guerra de la Cólera, los hijos de Fëanor que aún seguían con vida desaparecieron de la Tierra Media. Maedhros se suicidó mientras que Maglor desapareció sin dejar rastro, dejando solos a Elrond y Elros. Por lo tanto, en algún momento, Gil-Galad le dio la bienvenida a Elrond en sus filas, después de que este último eligiera ser uno de los Eldar.

### Segunda Edad
Después de anegación de Beleriand por parte de Eru llúvatar, Gil-galad permaneció en la Tierra Media y estableció el reino de Lindon, que era fuerte y seguro contra sus enemigos. En su apogeo, el reino se extendió hacia el este hasta las Montañas Nubladas y las partes occidentales del Bosque Verde, aunque la mayoría de los Eldar permanecieron en Lindon y posteriormente en el refugio de Rivendel, fundado por Elrond años después.
Gil-galad tenía una alianza con los Hombres del oeste, especialmente con Tar-Aldarion y los Fieles liderados por Elendil. Gil-galad recibió las semillas de los árboles mellyrn, o mallorn, por Tar-Aldarion, quien durante este tiempo fue el Alto Rey de Númenor. Pero las semillas no crecieron en su tierra, así que se las dio a Galadriel antes de que se fuera de Lindon. Ella llevó estas semillas por un largo tiempo, finalmente las plantó en Lindórinand. Cuando crecieron, el lugar pasó a llamarse Lothlórien.

#### Los anillos de poder
Gil-Galad gobernó en paz durante mil doscientos años de la Segunda Edad aproximadamente, cuando apareció Annatar en Lindon, haciéndose llamar el «Señor de los Dones», quien resultaría ser el mismo Sauron, que huyó de los Valar en la Guerra de la Cólera y ahora comenzaba a planear su estrategia para dominar a los Noldor, los elfos más poderosos de la Tierra Media, poder que envidiaba y codiciaba profundamente. 
Parecían ser justas sus palabras y ofrendas, pero Gil-galad percibió que «Annatar» no era lo que parecía. Por lo tanto, se negó a tener tratos con él y envió un mensaje a todos los Elfos para que evitaran a este extraño. Sin embargo, «Annatar» fue recibido en Eregion por Celebrimbor, donde intercambió conocimientos con los Gwaith-i-Mírdain, una hermandad de herreros elfos, participando en la forja de los Anillos de Poder.
La desconfianza de Gil-Galad demostró ser correcta, ya que Celebrimbor descubrió que «Annatar» era Sauron. Más tarde, Celebrimbor le dio a Gil-Galad dos de los Tres Anillos de los Elfos, Vilya (Anillo de aire), que pasó a su heraldo Elrond y Narya (Anillo de fuego), que fue entregado a su teniente Círdan antes del fallecimiento de Gil-Galad en el sitio de Barad-dûr.
Durante mucho tiempo, Gil-Galad estuvo en guerra con Sauron. Pero el Rey Supremo fue ayudado por los númenóreanos, gobernados por Tar-Minastir, que disminuyó las fuerzas de Sauron. Sauron, quien apenas pudo escapar, regresó a Mordor, donde se quedó reuniendo fuerzas, conspirando venganza contra los Dúnedain. 
Más tarde, Ar-Pharazôn armó un gran ejército para confrontar al enemigo. Sauron, al ver su poder militar, se rindió sin oponer resistencia, siendo llevado prisionero a Númenor, dejando a Gil-galad libre para gobernar la Tierra Media en paz. En ausencia de Sauron, el poder de Gil-galad creció hasta el punto de que Sauron se sintió consternado cuando regresó de la ruina de Númenor. Sin embargo, los Fieles, que fueron sobrevivientes de la caída de Númenor, llegaron a la Tierra Media y establecieron sus reinos. Mantuvieron su amistad con los Elfos, y tanto Elendil como Gil-galad se asesoraron mutuamente sobre cómo deberían atacar a Sauron. Finalmente, decidieron reunir a todos sus ejércitos y atacar a Sauron antes de que pudiera recuperar fuerzas. Sus grandes fuerzas, bien entrenadas y unidas, se enfrentaron al ejército enemigo varias veces en el conflicto conocido como la Guerra de la Última Alianza. El arma de Gil-galad era una lanza llamada Aeglos, que significaba Carámbano. 
Hacia el final de la guerra, los Elfos y los Hombres pasaron a Mordor y asediaron a Barad-dûr, donde Gil-galad y Elendil se enfrentaron en duelo al propio Sauron. Durante su lucha, Gil-galad y Elendil infligieron suficientes heridas mortales al Señor Oscuro para destruir su cuerpo, aunque recibieron heridas terribles a cambio. Este sacrificio le permitió a Isildur cortar el Anillo Único de la mano del Señor Oscuro. Pero Gil-galad recibió severas quemaduras por "el calor de la mano de Sauron", y así murió, pasando a las Estancias de Mandos. No se sabía que tuviera esposa ni ningún hijo, por lo que la realeza de la antigua nación acabó en la Tierra Media y Círdan se convertiría desde entonces en el Señor de los Puertos Grises y Lindon. Bilbo traduciría la balada «La caída de Gil-galad» en La Comunidad del Anillo.

"Gil-galad era un rey de los elfos
los trovadores lamentaban la suerte
del último reino libre y hermoso
entre las montañas y el océano.

La espada del rey era larga y afilada la lanza,
y el casco brillante se veía de lejos;
y en el escudo de plata se reflejaban
los astros innumerables de los campos del cielo.

Pero hace mucho tiempo se alejó a caballo,
 y nadie sabe dónde habita ahora;
 la estrella de Gil-galad cayó en las tinieblas
 de Mordor, el país de las sombras."
El Señor de los Anillos, La Comunidad del Anillo, J. R. R. Tolkien

## Ascendencia
|        |        |        |        |        |        |  |  |           |           |           |           | Finwë     | Finwë     | Finwë    | Finwë    | Finwë     | Finwë     |           |           | Indis     | Indis     | Indis  | Indis  | Indis  | Indis  |        |        |        |        |  |  |           |           |           |           |           |           |           |           |           |           |          |          |          |          |  |  |  |  |  |  |  |  |  |  |  |  |  |  |  |  |
|        |        |        |        |        |        |  |  |           |           |           |           | Finwë     | Finwë     | Finwë    | Finwë    | Finwë     | Finwë     |           |           | Indis     | Indis     | Indis  | Indis  | Indis  | Indis  |        |        |        |        |  |  |           |           |           |           |           |           |           |           |           |           |          |          |          |          |  |  |  |  |  |  |  |  |  |  |  |  |  |  |  |  |
|        |        |        |        |        |        |  |  |           |           |           |           |           |           |          |          |           |           |           |           |           |           |        |        |        |        |        |        |        |        |  |  |           |           |           |           |           |           |           |           |           |           |          |          |          |          |  |  |  |  |  |  |  |  |  |  |  |  |  |  |  |  |
|        |        |        |        |        |        |  |  |           |           |           |           |           |           |          |          |           |           |           |           |           |           |        |        |        |        |        |        |        |        |  |  |           |           |           |           |           |           |           |           |           |           |          |          |          |          |  |  |  |  |  |  |  |  |  |  |  |  |  |  |  |  |
|        |        |        |        |        |        |  |  |           |           |           |           | Finarfin  | Finarfin  | Finarfin | Finarfin | Finarfin  | Finarfin  |           |           | Eärwen    | Eärwen    | Eärwen | Eärwen | Eärwen | Eärwen |        |        |        |        |  |  |           |           |           |           |           |           |           |           |           |           |          |          |          |          |  |  |  |  |  |  |  |  |  |  |  |  |  |  |  |  |
|        |        |        |        |        |        |  |  |           |           |           |           | Finarfin  | Finarfin  | Finarfin | Finarfin | Finarfin  | Finarfin  |           |           | Eärwen    | Eärwen    | Eärwen | Eärwen | Eärwen | Eärwen |        |        |        |        |  |  |           |           |           |           |           |           |           |           |           |           |          |          |          |          |  |  |  |  |  |  |  |  |  |  |  |  |  |  |  |  |
|        |        |        |        |        |        |  |  |           |           |           |           |           |           |          |          |           |           |           |           |           |           |        |        |        |        |        |        |        |        |  |  |           |           |           |           |           |           |           |           |           |           |          |          |          |          |  |  |  |  |  |  |  |  |  |  |  |  |  |  |  |  |
|        |        |        |        |        |        |  |  |           |           |           |           |           |           |          |          |           |           |           |           |           |           |        |        |        |        |        |        |        |        |  |  |           |           |           |           |           |           |           |           |           |           |          |          |          |          |  |  |  |  |  |  |  |  |  |  |  |  |  |  |  |  |
| Finrod | Finrod | Finrod | Finrod | Finrod | Finrod |  |  | Angrod    | Angrod    | Angrod    | Angrod    | Angrod    | Angrod    |          |          | Eldalótë  | Eldalótë  | Eldalótë  | Eldalótë  | Eldalótë  | Eldalótë  |        |        | Aegnor | Aegnor | Aegnor | Aegnor | Aegnor | Aegnor |  |  | Galadriel | Galadriel | Galadriel | Galadriel | Galadriel | Galadriel |           |           | Celeborn  | Celeborn  | Celeborn | Celeborn | Celeborn | Celeborn |  |  |  |  |  |  |  |  |  |  |  |  |  |  |  |  |
| Finrod | Finrod | Finrod | Finrod | Finrod | Finrod |  |  | Angrod    | Angrod    | Angrod    | Angrod    | Angrod    | Angrod    |          |          | Eldalótë  | Eldalótë  | Eldalótë  | Eldalótë  | Eldalótë  | Eldalótë  |        |        | Aegnor | Aegnor | Aegnor | Aegnor | Aegnor | Aegnor |  |  | Galadriel | Galadriel | Galadriel | Galadriel | Galadriel | Galadriel |           |           | Celeborn  | Celeborn  | Celeborn | Celeborn | Celeborn | Celeborn |  |  |  |  |  |  |  |  |  |  |  |  |  |  |  |  |
|        |        |        |        |        |        |  |  |           |           |           |           |           |           |          |          |           |           |           |           |           |           |        |        |        |        |        |        |        |        |  |  |           |           |           |           |           |           |           |           |           |           |          |          |          |          |  |  |  |  |  |  |  |  |  |  |  |  |  |  |  |  |
|        |        |        |        |        |        |  |  |           |           |           |           | Orodreth  | Orodreth  | Orodreth | Orodreth | Orodreth  | Orodreth  |           |           |           |           |        |        |        |        |        |        |        |        |  |  |           |           |           |           | Celebrian | Celebrian | Celebrian | Celebrian | Celebrian | Celebrian |          |          |          |          |  |  |  |  |  |  |  |  |  |  |  |  |  |  |  |  |
|        |        |        |        |        |        |  |  |           |           |           |           | Orodreth  | Orodreth  | Orodreth | Orodreth | Orodreth  | Orodreth  |           |           |           |           |        |        |        |        |        |        |        |        |  |  |           |           |           |           | Celebrian | Celebrian | Celebrian | Celebrian | Celebrian | Celebrian |          |          |          |          |  |  |  |  |  |  |  |  |  |  |  |  |  |  |  |  |
|        |        |        |        |        |        |  |  |           |           |           |           |           |           |          |          |           |           |           |           |           |           |        |        |        |        |        |        |        |        |  |  |           |           |           |           |           |           |           |           |           |           |          |          |          |          |  |  |  |  |  |  |  |  |  |  |  |  |  |  |  |  |
|        |        |        |        |        |        |  |  | Finduilas | Finduilas | Finduilas | Finduilas | Finduilas | Finduilas |          |          | Gil-Galad | Gil-Galad | Gil-Galad | Gil-Galad | Gil-Galad | Gil-Galad |        |        |        |        |        |        |        |        |  |  |           |           |           |           |           |           |           |           |           |           |          |          |          |          |  |  |  |  |  |  |  |  |  |  |  |  |  |  |  |  |

## Gil-Galad como descendiente de Finarfin y Orodreth
Según la versión que aparece publicada en El Silmarillion, Gil-Galad es hijo de Fingon y por lo tanto nieto de Fingolfin.
Sin embargo, en otras versiones de la historia Gil-Galad aparece como hijo de Orodreth (que en estos casos resulta ser hijo de Angrod, hijo de Finarfin y no directamente un hijo de Finarfin). Con esto, el último rey de los Noldor resultaría un descendiente de Finarfin y no de Fingolfin. Igualmente, antes de la Nírnaeth Arnoediad, sería Orodreth quien enviaría a su hijo a las Falas a vivir con Círdan por las mismas razones que Fingon tiene en la versión de El Silmarillion.
Parece ser que estos eran los deseos de Tolkien respecto a Gil-Galad, aunque no se vieron reflejados en El Silmarillion, quizá porque su hijo lo publicó antes de haber podido considerar la obra de su padre en toda su extensión.[cita requerida]
| Predecesor: Turgon                 | Rey Supremo de los Noldor 510 P. E. - 3441 S. E. | Sucesor: Ninguno fue el último     |
| Predecesor: Ninguno fue el primero | Rey de Lindon 1 - 3441 S. E.                     | Sucesor: Círdan (solo en Mithlond) |